# Remagine
Albums de After Forever
Invisible Circles
(2004) Mea Culpa
(2006)
Remagine est le quatrième album du groupe de Metal symphonique néerlandais After Forever, sorti en 2005.
C'est le premier album avec le claviériste Joost van den Broek.

## Liste des titres
| 1.    | Enter                               | 1:05 |
| 2.    | Come                                | 5:01 |
| 3.    | Boundaries Are Open                 | 3:43 |
| 4.    | Living Shields                      | 4:11 |
| 5.    | Being Everyone                      | 3:38 |
| 6.    | Attendance                          | 3:28 |
| 7.    | Free of Doubt                       | 4:40 |
| 8.    | Only Everything                     | 6:34 |
| 9.    | Strong                              | 3:39 |
| 10.   | Face Your Demons                    | 4:55 |
| 11.   | No Control                          | 3:17 |
| 12.   | Forever                             | 5:09 |
| 13.   | Taste the day [Bonus Track]         | 2:54 |
| 14.   | Live and learn [Bonus Track]        | 4:16 |
| 15.   | Strong (version piano)[Bonus Track] | 3:40 |
| 49:36 |                                     |      |

L'édition limitée de Remagine contient un DVD bonus.